# Willem Queysen
Willem Queysen, né le 30 mai 1754 à Zwolle et mort le 12 août 1817  à La Haye, est un homme politique néerlandais, membre de la Régence d'État, l'organe exécutif de la République batave, de 1801 à 1805.

## Biographie
Diplômé en droit de l'université de Leyde en décembre 1773, il devient avocat à Zwolle l'année suivante.
En 1795, après la Révolution batave, il entre aux États provinciaux de l'Overijssel. Queysen est élu député de Zwolle à la première assemblée nationale batave en février 1796. Fédéraliste, il participe à la rédaction du premier projet de constitution pour la République batave qui est rejeté le 8 août 1797 par référendum. Il est réélu à l'assemblée le 1er septembre et siège au comité des Affaires extérieures. Le 22 janvier 1798, il fait partie des députés arrêtés après le coup d'État unitariste de Pieter Vreede. Il est emprisonné à Hoorn puis à La Haye jusqu'au 12 juillet 1798. Le 4 novembre 1799, Willem Queysen est élu député d'Almelo au Corps législatif. 
Le 16 octobre 1801, Queysen est nommé à Régence d'État et en reste membre jusqu'à sa dissolution le 29 avril 1805 et son remplacement par Rutger Jan Schimmelpenninck, devenu grand-pensionnaire de la République batave. Il siège à la section de la Marine et des colonies avec Augustijn Besier et Jacob Spoors. Le 1er mai 1805, Schimmelpenninck le nomme au Conseil d'État où il siège à la section des Lois et de l'administration générale jusqu'en décembre 1807 puis des Finances jusqu'en juin 1808. En novembre 1807, il remplace Gerrit Pijman en tant que directeur général des Postes, jusqu'au 1er janvier 1809, lorsqu'il devient préfet de la Frise orientale, rattachée au royaume de Hollande.
Le 25 février 1811, après l'incorporation de la Hollande à la France, Queysen quitte Aurich et devient député des Bouches-de-la-Meuse au Corps législatif de l'Empire français. Le 6 avril 1814, le prince d'Orange le nomme au Conseil d'État où il reste jusqu'à sa mort en 1817.